# Rio Aușel
O Rio Auşel é um rio da Romênia afluente do rio Taia, localizado no distrito de Hunedoara.